# Mexobisium ruinarum
Mexobisium ruinarum är en spindeldjursart som beskrevs av William B. Muchmore 1977. Mexobisium ruinarum ingår i släktet Mexobisium och familjen Bochicidae. Inga underarter finns listade i Catalogue of Life.